# Burton (Teksas)
Burton – miasto w Stanach Zjednoczonych, w stanie Teksas, w hrabstwie Washington.